# Rosabröstad blomsterpickare
Rosabröstad blomsterpickare (Dicaeum keiense) är en fågelart i familjen blomsterpickare inom ordningen tättingar.

## Utbredning och systematik
Fågeln förekommer i östra Indonesien och delas in i två underarter med följande utbredning:
- D. k. keiense – Watubelaöarna, Tayanduöarna och Kaiöarna
- D. k. fulgidum – Tanimbaröarna

Den kategoriserades tidigare som en del av mistelblomsterpickare (Dicaeum hirundinaceum), men urskiljs sedan 2016 som egen art av Birdlife International och IUCN, sedan 2023 även av eBird/Clements och IOC.

## Status
Den kategoriseras av IUCN som livskraftig.